# Teresa Nowak
Teresa Nowak (geb. Gierczak, in zweiter Ehe Nikitin; * 29. April 1942 in Piotrków Trybunalski; † 10. Oktober 2024 in Stockholm) war eine polnische Hürdenläuferin, die sich auf die 100-Meter-Distanz spezialisiert hatte.

## Sportliche Laufbahn
Bei den Europameisterschaften 1969 in Athen gewann sie Bronze. 1970 wurde sie bei den Halleneuropameisterschaften in Wien Vierte über 60 Meter Hürden und 1971 bei den Europameisterschaften in Helsinki Sechste.
1972 schied sie bei den Halleneuropameisterschaften in Grenoble über 50 Meter Hürden im Vorlauf aus. Bei den Olympischen Spielen in München kam sie auf den fünften Platz.
Bei den Halleneuropameisterschaften 1973 in Rotterdam holte sie Bronze über 60 Meter Hürden. 1974 erreichte sie bei den Halleneuropameisterschaften in Göteborg im Finale über 60 Meter Hürden nicht das Ziel und gewann bei den Europameisterschaften in Rom Bronze. 1975 schied sie bei den Halleneuropameisterschaften in Katowice im Vorlauf über 60 Meter Hürden aus und holte Silber bei der Universiade. Bei den Halleneuropameisterschaften 1976 in München wurde sie Fünfte.
1967, 1969 und 1974 wurde sie Polnische Meisterin über 80 Meter Hürden bzw. 100 Meter Hürden. 1973 und 1974 wurde sie polnische Vizehallenmeisterin hinter Grażyna Rabsztyn über 60 Meter Hürden und gewann in den beiden folgenden Jahren jeweils die Bronzemedaille.

## Persönliche Bestzeiten
- 80 m Hürden: 10,6 s, 2. Juni 1967, Warschau
- 100 m Hürden: 12,5 s, 22. Juni 1974, Warschau